# Papatlo
Papatlo is een dorp in het district Southern in Botswana. De plaats telt 511 inwoners (2011).